# تونی وارم‌بی
تونی وارمبی (به انگلیسی: Tony Wharmby) یک کارگردان و تهیه‌کننده تلویزیونی انگلیسی است.
وارمبی بیشتر برای کارگردانی در کارهای تلویزیونی مثل جگ، ان سی آی اس، استخوان‌ها، مشیت الهی، خیابان تاج گذاری، جستجو و نجات رشته کوه بلند، پرونده‌های اکس، سکه‌ها در چشمه، اسکاتلندیارد جدید، دختر سخن چین، سوپرنچرال و عبور جردن معروف است.
کار چشم گیر او به عنوان تهیه‌کننده شامل تهیه‌کنندگی پرونده‌های اکس و دمپسی و صلح است.
او پدرخوانده آهنگساز انگلیسی، دبی وایزمن است.